# Percy Galván
Percy Lorenzo Galván Flores (ur. 10 sierpnia 1965 w Tomás Frías) – boliwijski duchowny katolicki, biskup od 2013, prałat terytorialny Corocoro w latach 2013-2020, arcybiskup La Paz od 2020.

## Życiorys
Święcenia kapłańskie przyjął 18 lipca 1991 i został inkardynowany do archidiecezji Sucre. Pełnił funkcje m.in. wikariusza biskupiego dla rejonu Frontera, rektora seminarium w Sucre, wikariusza generalnego oraz wikariusza biskupiego odpowiedzialnego za przygotowanie i kierownictwo diecezjalnym synodem.
2 lutego 2013 został mianowany prałatem terytorialnym Corocoro. Sakry biskupiej udzielił mu 1 maja 2013 abp Jesús Gervasio Pérez Rodríguez.
23 maja 2020 roku papież Franciszek przeniósł go na stanowisko Arcybiskupa metropolity La Paz. Ingres odbył 1 września 2020 roku.